# Veigy-Foncenex
Veigy-Foncenex – miejscowość i gmina we Francji, w regionie Owernia-Rodan-Alpy, w departamencie Górna Sabaudia.
Według danych na rok 1990 gminę zamieszkiwało 2405 osób, a gęstość zaludnienia wynosiła 185 osób/km² (wśród 2880 gmin regionu Rodan-Alpy Veigy-Foncenex plasuje się na 366. miejscu pod względem liczby ludności, natomiast pod względem powierzchni na miejscu 907.).